# Station Canfranc
Station Canfranc (Spaans: Estación de Canfranc) is een treinstation in het Spaanse dorp Canfranc. In het verleden heeft het gediend als internationaal overstapstation, maar sinds 1970 is al het internationale treinverkeer er opgeschort. Wel vertrekken er twee treinen per dag naar Zaragoza.
In 2021 werd er een nieuw passagiersstation geopend. Het oude station is omgebouwd tot hotel.
Er gaan stemmen op om de spoorverbinding met Frankrijk te herstellen.

## Geschiedenis
Het station werd geopend in 1928. Destijds was het het grootste station van Europa; het gebouw is 241 meter lang en 12 meter breed. Vanuit het station kon men met de trein naar Toulouse en Bordeaux via de Pyreneeën en men kon met de trein verder Spanje in. Wegens verschillende spoorwijdten moest er op dit station overgestapt worden als men van Spanje naar Frankrijk of vice versa wilde.
Tijdens de Spaanse Burgeroorlog werd de verbinding met Frankrijk tijdelijk gesloten. Na de burgeroorlog werd dit treinverkeer weer hervat. Aan het begin van de Tweede Wereldoorlog werd de treinverbinding veel gebruikt door vluchtende Joden, tot de Nazi's de controle over het station verkregen. De spoorverbinding werd gebruikt voor het transport van grondstoffen.
In 1948 werd het passagiersvervoer hervat. In 1970 werd al het internationale treinverkeer naar het station opgeschort na een ongeval waarbij de remmen van een goederentrein het niet deden en de hele brug waar die trein op dat moment overheen reed, instortte. Het oude stationsgebouw raakte in verval.